# Erdbeben bei den Salomonen 2007
Das Erdbeben bei den Salomonen 2007 war ein schweres Seebeben, das sich am 2. April 2007 um 7.39 Uhr Ortszeit (um 20:39 Uhr GMT am 1. April 2007) ereignete. Vom US Geological Survey (USGS) war die Stärke des Bebens mit 8,1 auf der Momenten-Magnituden-Skala registriert worden. Das Hypozentrum lag in der Nähe der Salomonen in 24 Kilometern Tiefe etwa 40 Kilometer südsüdwestlich von Gizo im New-Georgia-Archipel. Es gab mehrere Nachbeben in geringerer Tiefe, das stärkste davon erreichte 6,2 MW.

## Folgen
Durch das Beben wurde ein Tsunami verursacht, der eine Höhe von 3 bis 5 Metern erreichte. Mindestens 13 Ortschaften wurden zerstört und mindestens 43 Menschen wurden getötet. Tausende wurden obdachlos. Die Insel Ranongga wurde durch das Beben etwa drei Meter angehoben und die Strandlinie ist dadurch bis zu 70 Meter zurückgewichen. Korallenriffe wurden dadurch freigelegt und die örtlichen Fischer sind um die Fischgründe besorgt. Unmittelbar nach dem Beben war durch das Pacific Tsunami Warning Center in Hawaii für den Pazifik eine Tsunami-Warnung ausgegeben worden, aber die Salomonen wurden durch den Tsunami früher erreicht als die Warnung. Allerdings waren die meisten Einwohner durch die Erschütterungen alarmiert, so dass viele von ihnen in höher gelegene Bereiche flohen. In Australien gab das Bureau for Meteorology eine Warnung für die australische Ostküste heraus, die sich von Queensland bis nach Tasmanien erstreckte. Australien und Neuseeland haben Finanzhilfen für die Salomonen gewährt und auch Hilfsgüter vor Ort geschickt. Auch durch UNICEF und die Internationale Rotkreuz- und Rothalbmond-Bewegung sowie Frankreich und Taiwan wurde humanitärer Beistand geleistet.

## Tektonische Bedeutung
Das Beben ereignete sich an der Subduktionszone verschiedener tektonischer Platten. In der Region driftet die Australische Platte mit 90 bis 105 Millimeter pro Jahr in Richtung Nordosten und trifft mit der Pazifischen Platte zusammen, unter welche diese Platte subduziert. Deswegen sind bei den Salomonen Erdbeben nicht selten und seit Beginn des 20. Jahrhunderts wurden eine Reihe von Beben verzeichnet, deren Magnitude größer als 7,0 war; der Bereich, in dem sich am 2. April 2007 das Beben ereignete, war allerdings seit dem frühen 20. Jahrhundert von keinem Beben in solch einer Stärke betroffen gewesen.